# Duelo de caracoles
Duelo de caracoles es una novela gráfica escrita por Pere Joan y dibujada y coloreada por Sonia Pulido publicada por primera vez en 2010. 

## Creación y trayectoria editorial
En 2008 Sonia Pulido pidió a su admirado Pere Joan un guion que pudiera realizar.
El libro fue publicado por Ediciones Sinsentido en 2010.

## Argumento

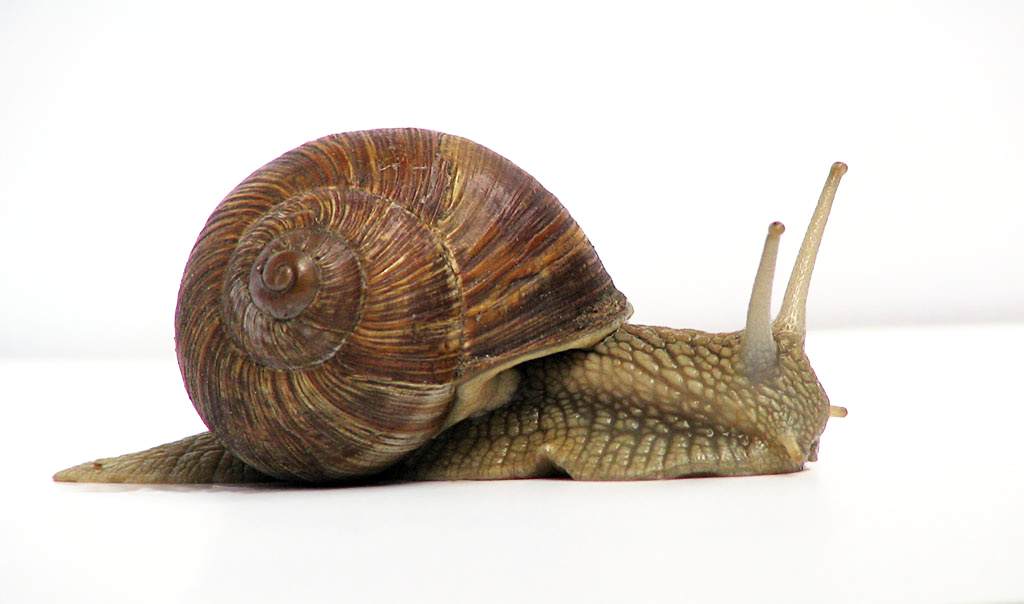
¡Fíjate: Simple pero dual... blando por dentro y duro por fuera.. (Ingenioso)

El libro narra el almuerzo y posterior paseo que 7 amigos (3 mujeres y 4 hombres) disfrutan un día de otoño. Se divide en 3 capítulos:

### 1. La llegada
Ana, la antitriona, calienta una olla de caracoles y empieza a sacar la vajilla cuando suena el timbre y abre la puerta a sus primeros tres amigos: Vital sensata, Espiros e Ingenioso. Los dos últimos alaban la fisonomía del caracol. Llegan luego Vital descolocada, El que calla y Torpe moderado. Este último y Ana mezclan sus ollas para así no tener que comparar cómo cocinan sus madres. El que calla, harto del recurso a la música en todas las situaciones, se opone a que Vital descolocada ponga unos de sus discos de vinilo.

### 2. La comida
Empieza el banquete con un brindis.